# Liste des planètes mineures non numérotées découvertes en octobre 2010
Pour un article plus général, voir Liste des planètes mineures non numérotées découvertes en 2010.
Pour un article plus général, voir Liste des planètes mineures.
Cet article dresse la liste des planètes mineures (astéroïdes, centaures, objets transneptuniens et assimilés) non numérotées découvertes en octobre 2010 dans l'ordre de leur découverte.
Au 15 janvier 2025, 661 077 des 1 434 993 planètes mineures répertoriées par le Centre des planètes mineures ne sont pas encore numérotées, soit 46,07 %.

## Rappel concernant la désignation provisoire
La désignation provisoire indique l'ordre de découverte de ces objets. En effet, cette désignation est composée de l'année de découverte (par exemple 2010) suivie de la quinzaine (demi-mois) de découverte (p.e. A = 1-15 janvier) puis de l'ordre de découverte dans cette quinzaine. Cet ordre est indiqué par une lettre et éventuellement un chiffre comme suit : A pour la première découverte, B pour la deuxième, ..., Z pour la 25e (le I n'est pas utilisé pour éviter la confusion avec 1), A1 pour la 26e, B1 pour la 27e, etc. , Z1 pour la 50e, A2 pour la 51e, B2 pour la 52e, etc. L'ordre de la numérotation ne suit donc pas l'ordre alphanumérique. 2010 AA1 suit ainsi 2010 AZ et précède 2010 AB1.

## Liste

### Du1erau 15 octobre 2010
- 2010 TD
- 2010 TE
- 2010 TF
- 2010 TJ
- 2010 TK
- 2010 TO
- 2010 TP
- 2010 TT
- 2010 TE1
- 2010 TN1
- 2010 TR1
- 2010 TS1
- 2010 TT1
- 2010 TU2
- 2010 TY2
- 2010 TN3
- 2010 TQ3
- 2010 TV3
- 2010 TW3
- 2010 TC4
- 2010 TD4
- 2010 TL4
- 2010 TM4
- 2010 TN4
- 2010 TO4
- 2010 TW4
- 2010 TY4
- 2010 TF5
- 2010 TL5
- 2010 TM5
- 2010 TU5
- 2010 TK6
- 2010 TL6
- 2010 TQ6
- 2010 TB7
- 2010 TD7
- 2010 TH7
- 2010 TP7
- 2010 TS7
- 2010 TY7
- 2010 TZ7
- 2010 TE8
- 2010 TF8
- 2010 TK8
- 2010 TM8
- 2010 TU8
- 2010 TW8
- 2010 TX8
- 2010 TY8
- 2010 TZ8
- 2010 TC9
- 2010 TN9
- 2010 TR9
- 2010 TS9
- 2010 TT9
- 2010 TU9
- 2010 TY9
- 2010 TA10
- 2010 TB10
- 2010 TG10
- 2010 TH11
- 2010 TN11
- 2010 TY11
- 2010 TC12
- 2010 TJ12
- 2010 TK12
- 2010 TM12
- 2010 TQ12
- 2010 TU12
- 2010 TX12
- 2010 TY12
- 2010 TJ13
- 2010 TM13
- 2010 TV13
- 2010 TW13
- 2010 TB14
- 2010 TN14
- 2010 TP14
- 2010 TQ14
- 2010 TW14
- 2010 TZ14
- 2010 TL15
- 2010 TP15
- 2010 TR15
- 2010 TU15
- 2010 TX15
- 2010 TB16
- 2010 TC16
- 2010 TG16
- 2010 TH16
- 2010 TM16
- 2010 TY16
- 2010 TB17
- 2010 TE17
- 2010 TL17
- 2010 TV17
- 2010 TW17
- 2010 TX17
- 2010 TZ17
- 2010 TA18
- 2010 TB18
- 2010 TE18
- 2010 TG19
- 2010 TJ19
- 2010 TK19
- 2010 TL19
- 2010 TP19
- 2010 TQ19
- 2010 TS19
- 2010 TZ19
- 2010 TE20
- 2010 TG20
- 2010 TQ20
- 2010 TT20
- 2010 TY20
- 2010 TH21
- 2010 TL21
- 2010 TM21
- 2010 TS21
- 2010 TT21
- 2010 TH22
- 2010 TM22
- 2010 TT22
- 2010 TU22
- 2010 TV22
- 2010 TW22
- 2010 TY22
- 2010 TA23
- 2010 TC23
- 2010 TF23
- 2010 TJ23
- 2010 TQ23
- 2010 TU23
- 2010 TA24
- 2010 TC24
- 2010 TE24
- 2010 TH24
- 2010 TJ24
- 2010 TM24
- 2010 TN24
- 2010 TX24
- 2010 TE25
- 2010 TF26
- 2010 TG26
- 2010 TJ26
- 2010 TN26
- 2010 TR26
- 2010 TT26
- 2010 TU26
- 2010 TX26
- 2010 TY26
- 2010 TJ27
- 2010 TN27
- 2010 TO27
- 2010 TQ27
- 2010 TR27
- 2010 TB28
- 2010 TE28
- 2010 TL28
- 2010 TY28
- 2010 TZ28
- 2010 TH29
- 2010 TJ29
- 2010 TM29
- 2010 TO29
- 2010 TS29
- 2010 TC30
- 2010 TF30
- 2010 TG30
- 2010 TK30
- 2010 TM30
- 2010 TQ30
- 2010 TU30
- 2010 TY30
- 2010 TD31
- 2010 TH31
- 2010 TR31
- 2010 TY31
- 2010 TC32
- 2010 TD32
- 2010 TE32
- 2010 TF32
- 2010 TG32
- 2010 TL32
- 2010 TM32
- 2010 TV32
- 2010 TZ32
- 2010 TA33
- 2010 TB33
- 2010 TH33
- 2010 TJ33
- 2010 TS33
- 2010 TZ33
- 2010 TD34
- 2010 TF34
- 2010 TJ34
- 2010 TS34
- 2010 TT34
- 2010 TU34
- 2010 TY34
- 2010 TZ34
- 2010 TB35
- 2010 TC35
- 2010 TE35
- 2010 TH35
- 2010 TP35
- 2010 TX35
- 2010 TY35
- 2010 TA36
- 2010 TB36
- 2010 TJ36
- 2010 TM36
- 2010 TO36
- 2010 TU36
- 2010 TD37
- 2010 TJ37
- 2010 TO37
- 2010 TT37
- 2010 TY37
- 2010 TN38
- 2010 TR38
- 2010 TU38
- 2010 TE39
- 2010 TG39
- 2010 TK39
- 2010 TO39
- 2010 TR39
- 2010 TS39
- 2010 TU39
- 2010 TW39
- 2010 TX39
- 2010 TD40
- 2010 TF40
- 2010 TJ40
- 2010 TX40
- 2010 TC41
- 2010 TD41
- 2010 TS41
- 2010 TW41
- 2010 TY41
- 2010 TC42
- 2010 TK42
- 2010 TL42
- 2010 TV42
- 2010 TW42
- 2010 TY42
- 2010 TZ42
- 2010 TL43
- 2010 TM43
- 2010 TR43
- 2010 TA44
- 2010 TC44
- 2010 TD44
- 2010 TJ44
- 2010 TS44
- 2010 TW44
- 2010 TO45
- 2010 TV45
- 2010 TY45
- 2010 TG46
- 2010 TH46
- 2010 TJ46
- 2010 TS46
- 2010 TZ46
- 2010 TC47
- 2010 TG47
- 2010 TJ47
- 2010 TL47
- 2010 TM47
- 2010 TN47
- 2010 TP47
- 2010 TW47
- 2010 TY47
- 2010 TC48
- 2010 TD48
- 2010 TG48
- 2010 TR48
- 2010 TS48
- 2010 TU48
- 2010 TV48
- 2010 TW48
- 2010 TB49
- 2010 TD49
- 2010 TK49
- 2010 TM49
- 2010 TO49
- 2010 TT49
- 2010 TV49
- 2010 TW49
- 2010 TB50
- 2010 TL50
- 2010 TR50
- 2010 TH51
- 2010 TJ51
- 2010 TK51
- 2010 TN51
- 2010 TQ51
- 2010 TB52
- 2010 TD52
- 2010 TF52
- 2010 TG52
- 2010 TH52
- 2010 TO52
- 2010 TS52
- 2010 TZ52
- 2010 TD53
- 2010 TF53
- 2010 TR53
- 2010 TS53
- 2010 TU53
- 2010 TZ53
- 2010 TB54
- 2010 TC54
- 2010 TD54
- 2010 TE54
- 2010 TF54
- 2010 TG54
- 2010 TH54
- 2010 TJ54
- 2010 TL54
- 2010 TM54
- 2010 TP54
- 2010 TQ54
- 2010 TR54
- 2010 TS54
- 2010 TU54
- 2010 TV54
- 2010 TW54
- 2010 TX54
- 2010 TY54
- 2010 TA55
- 2010 TC55
- 2010 TD55
- 2010 TE55
- 2010 TF55
- 2010 TK55
- 2010 TM55
- 2010 TN55
- 2010 TO55
- 2010 TP55
- 2010 TQ55
- 2010 TS55
- 2010 TT55
- 2010 TE56
- 2010 TF56
- 2010 TO56
- 2010 TS56
- 2010 TV56
- 2010 TG57
- 2010 TK57
- 2010 TM57
- 2010 TV57
- 2010 TZ57
- 2010 TB58
- 2010 TO58
- 2010 TZ58
- 2010 TN59
- 2010 TR59
- 2010 TU59
- 2010 TW59
- 2010 TA60
- 2010 TH60
- 2010 TW60
- 2010 TF61
- 2010 TK61
- 2010 TL61
- 2010 TQ61
- 2010 TR61
- 2010 TD62
- 2010 TF62
- 2010 TJ62
- 2010 TO62
- 2010 TS62
- 2010 TV62
- 2010 TX62
- 2010 TC63
- 2010 TD63
- 2010 TL63
- 2010 TO63
- 2010 TR63
- 2010 TS63
- 2010 TU63
- 2010 TD64
- 2010 TM64
- 2010 TQ64
- 2010 TV64
- 2010 TY64
- 2010 TB65
- 2010 TW65
- 2010 TB66
- 2010 TG66
- 2010 TJ66
- 2010 TP66
- 2010 TU66
- 2010 TY66
- 2010 TF67
- 2010 TL67
- 2010 TM67
- 2010 TO67
- 2010 TC68
- 2010 TD68
- 2010 TF68
- 2010 TG68
- 2010 TK68
- 2010 TM68
- 2010 TQ68
- 2010 TR68
- 2010 TT68
- 2010 TX68
- 2010 TA69
- 2010 TG69
- 2010 TO69
- 2010 TV69
- 2010 TY69
- 2010 TD70
- 2010 TG70
- 2010 TH70
- 2010 TM70
- 2010 TN70
- 2010 TP70
- 2010 TQ70
- 2010 TT70
- 2010 TV70
- 2010 TZ70
- 2010 TO71
- 2010 TT71
- 2010 TU71
- 2010 TY71
- 2010 TZ71
- 2010 TB72
- 2010 TD72
- 2010 TE72
- 2010 TM72
- 2010 TN72
- 2010 TQ72
- 2010 TW72
- 2010 TA73
- 2010 TD73
- 2010 TK73
- 2010 TN73
- 2010 TO73
- 2010 TP73
- 2010 TS73
- 2010 TT73
- 2010 TV73
- 2010 TY73
- 2010 TC74
- 2010 TF74
- 2010 TK74
- 2010 TO74
- 2010 TY74
- 2010 TZ74
- 2010 TB75
- 2010 TH75
- 2010 TK75
- 2010 TU75
- 2010 TV75
- 2010 TW75
- 2010 TB76
- 2010 TN76
- 2010 TT76
- 2010 TW76
- 2010 TZ76
- 2010 TF77
- 2010 TH77
- 2010 TJ77
- 2010 TM77
- 2010 TP77
- 2010 TV77
- 2010 TW77
- 2010 TF78
- 2010 TK78
- 2010 TO78
- 2010 TQ78
- 2010 TR78
- 2010 TT78
- 2010 TV78
- 2010 TW78
- 2010 TX78
- 2010 TY78
- 2010 TQ79
- 2010 TR79
- 2010 TS79
- 2010 TU79
- 2010 TX79
- 2010 TB80
- 2010 TD80
- 2010 TE80
- 2010 TG80
- 2010 TT80
- 2010 TV80
- 2010 TX80
- 2010 TG81
- 2010 TN81
- 2010 TR81
- 2010 TS81
- 2010 TE82
- 2010 TF82
- 2010 TG82
- 2010 TQ82
- 2010 TC83
- 2010 TJ83
- 2010 TL83
- 2010 TR83
- 2010 TU83
- 2010 TA84
- 2010 TC84
- 2010 TD84
- 2010 TE84
- 2010 TF84
- 2010 TT84
- 2010 TV84
- 2010 TA85
- 2010 TD85
- 2010 TJ85
- 2010 TK85
- 2010 TM85
- 2010 TQ85
- 2010 TV85
- 2010 TW85
- 2010 TA86
- 2010 TH86
- 2010 TJ86
- 2010 TK86
- 2010 TL86
- 2010 TP86
- 2010 TR86
- 2010 TX86
- 2010 TH87
- 2010 TJ87
- 2010 TL87
- 2010 TM87
- 2010 TO87
- 2010 TP87
- 2010 TU87
- 2010 TZ87
- 2010 TF88
- 2010 TH88
- 2010 TM88
- 2010 TN88
- 2010 TR88
- 2010 TU88
- 2010 TY88
- 2010 TA89
- 2010 TE89
- 2010 TH89
- 2010 TJ89
- 2010 TK89
- 2010 TM89
- 2010 TS89
- 2010 TT89
- 2010 TV89
- 2010 TX89
- 2010 TZ89
- 2010 TA90
- 2010 TD90
- 2010 TE90
- 2010 TF90
- 2010 TG90
- 2010 TN90
- 2010 TO90
- 2010 TS90
- 2010 TW90
- 2010 TX90
- 2010 TY90
- 2010 TZ90
- 2010 TD91
- 2010 TF91
- 2010 TH91
- 2010 TJ91
- 2010 TK91
- 2010 TQ91
- 2010 TT91
- 2010 TX91
- 2010 TY91
- 2010 TK92
- 2010 TQ92
- 2010 TY92
- 2010 TE93
- 2010 TM93
- 2010 TN93
- 2010 TQ93
- 2010 TS93
- 2010 TT93
- 2010 TV93
- 2010 TX93
- 2010 TY93
- 2010 TM94
- 2010 TN94
- 2010 TP94
- 2010 TQ94
- 2010 TS94
- 2010 TY94
- 2010 TC95
- 2010 TD95
- 2010 TH95
- 2010 TP95
- 2010 TQ95
- 2010 TS95
- 2010 TT95
- 2010 TU95
- 2010 TX95
- 2010 TY95
- 2010 TF96
- 2010 TG96
- 2010 TH96
- 2010 TL96
- 2010 TR96
- 2010 TS96
- 2010 TW96
- 2010 TY96
- 2010 TC97
- 2010 TD97
- 2010 TE97
- 2010 TF97
- 2010 TG97
- 2010 TJ97
- 2010 TN97
- 2010 TQ97
- 2010 TS97
- 2010 TT97
- 2010 TU97
- 2010 TY97
- 2010 TC98
- 2010 TF98
- 2010 TK98
- 2010 TO98
- 2010 TP98
- 2010 TS98
- 2010 TT98
- 2010 TU98
- 2010 TG99
- 2010 TK100
- 2010 TM100
- 2010 TN100
- 2010 TU100
- 2010 TZ100
- 2010 TE101
- 2010 TJ101
- 2010 TK101
- 2010 TM101
- 2010 TO101
- 2010 TP101
- 2010 TU101
- 2010 TV101
- 2010 TY101
- 2010 TZ101
- 2010 TA102
- 2010 TB102
- 2010 TK102
- 2010 TL102
- 2010 TQ102
- 2010 TR102
- 2010 TS102
- 2010 TT102
- 2010 TW102
- 2010 TX102
- 2010 TZ102
- 2010 TC103
- 2010 TG103
- 2010 TH103
- 2010 TL103
- 2010 TM103
- 2010 TN103
- 2010 TO103
- 2010 TQ103
- 2010 TR103
- 2010 TT103
- 2010 TU103
- 2010 TV103
- 2010 TB104
- 2010 TE104
- 2010 TF104
- 2010 TJ104
- 2010 TR104
- 2010 TW104
- 2010 TA105
- 2010 TS105
- 2010 TX105
- 2010 TJ106
- 2010 TL106
- 2010 TM106
- 2010 TN106
- 2010 TO106
- 2010 TV106
- 2010 TX106
- 2010 TZ106
- 2010 TE107
- 2010 TF107
- 2010 TH107
- 2010 TJ107
- 2010 TL107
- 2010 TU107
- 2010 TX107
- 2010 TY107
- 2010 TB108
- 2010 TF108
- 2010 TL108
- 2010 TR108
- 2010 TV108
- 2010 TZ108
- 2010 TA109
- 2010 TL109
- 2010 TO109
- 2010 TR109
- 2010 TT109
- 2010 TU109
- 2010 TV109
- 2010 TC110
- 2010 TH110
- 2010 TK110
- 2010 TM110
- 2010 TN110
- 2010 TY110
- 2010 TZ110
- 2010 TC111
- 2010 TE111
- 2010 TG111
- 2010 TK111
- 2010 TP111
- 2010 TS111
- 2010 TU111
- 2010 TX111
- 2010 TY111
- 2010 TK112
- 2010 TN112
- 2010 TP112
- 2010 TH113
- 2010 TJ113
- 2010 TL113
- 2010 TP113
- 2010 TR113
- 2010 TY113
- 2010 TZ113
- 2010 TB114
- 2010 TG114
- 2010 TJ114
- 2010 TM114
- 2010 TN114
- 2010 TO114
- 2010 TS114
- 2010 TV114
- 2010 TX114
- 2010 TA115
- 2010 TC115
- 2010 TE115
- 2010 TF115
- 2010 TK115
- 2010 TL115
- 2010 TC116
- 2010 TK116
- 2010 TM116
- 2010 TC117
- 2010 TJ117
- 2010 TK117
- 2010 TM117
- 2010 TQ117
- 2010 TR117
- 2010 TU117
- 2010 TY117
- 2010 TZ117
- 2010 TA118
- 2010 TB118
- 2010 TC118
- 2010 TD118
- 2010 TE118
- 2010 TJ118
- 2010 TN118
- 2010 TO118
- 2010 TS118
- 2010 TW118
- 2010 TE119
- 2010 TR119
- 2010 TZ119
- 2010 TB120
- 2010 TC120
- 2010 TF120
- 2010 TJ120
- 2010 TO120
- 2010 TP120
- 2010 TT120
- 2010 TU120
- 2010 TE121
- 2010 TG121
- 2010 TH121
- 2010 TJ121
- 2010 TN121
- 2010 TO121
- 2010 TQ121
- 2010 TR121
- 2010 TS121
- 2010 TC122
- 2010 TD122
- 2010 TJ122
- 2010 TL122
- 2010 TN122
- 2010 TU122
- 2010 TX122
- 2010 TZ122
- 2010 TA123
- 2010 TE123
- 2010 TF123
- 2010 TL123
- 2010 TO123
- 2010 TU123
- 2010 TW123
- 2010 TX123
- 2010 TY123
- 2010 TA124
- 2010 TD124
- 2010 TO124
- 2010 TP124
- 2010 TR124
- 2010 TS124
- 2010 TT124
- 2010 TH125
- 2010 TN125
- 2010 TQ125
- 2010 TT125
- 2010 TU125
- 2010 TW125
- 2010 TY125
- 2010 TP126
- 2010 TQ126
- 2010 TR126
- 2010 TT126
- 2010 TZ126
- 2010 TC127
- 2010 TE127
- 2010 TF127
- 2010 TV127
- 2010 TW127
- 2010 TB128
- 2010 TL128
- 2010 TQ128
- 2010 TS128
- 2010 TC130
- 2010 TD130
- 2010 TF130
- 2010 TG130
- 2010 TM130
- 2010 TU130
- 2010 TC131
- 2010 TE131
- 2010 TH131
- 2010 TJ131
- 2010 TM131
- 2010 TV131
- 2010 TA132
- 2010 TE132
- 2010 TJ132
- 2010 TN132
- 2010 TO132
- 2010 TT132
- 2010 TV132
- 2010 TY132
- 2010 TD133
- 2010 TS133
- 2010 TT133
- 2010 TU133
- 2010 TB134
- 2010 TD134
- 2010 TE134
- 2010 TK134
- 2010 TS134
- 2010 TX134
- 2010 TA135
- 2010 TB135
- 2010 TJ135
- 2010 TM135
- 2010 TR135
- 2010 TN136
- 2010 TT136
- 2010 TY136
- 2010 TB137
- 2010 TN137
- 2010 TS137
- 2010 TB138
- 2010 TD138
- 2010 TO138
- 2010 TU138
- 2010 TA139
- 2010 TF139
- 2010 TH139
- 2010 TO139
- 2010 TC140
- 2010 TE140
- 2010 TM140
- 2010 TO140
- 2010 TP140
- 2010 TS140
- 2010 TT140
- 2010 TV140
- 2010 TY140
- 2010 TA141
- 2010 TC141
- 2010 TJ141
- 2010 TK141
- 2010 TL141
- 2010 TX141
- 2010 TL142
- 2010 TM142
- 2010 TR142
- 2010 TS142
- 2010 TT142
- 2010 TZ142
- 2010 TO143
- 2010 TP143
- 2010 TY143
- 2010 TZ143
- 2010 TD144
- 2010 TH144
- 2010 TU144
- 2010 TY144
- 2010 TA145
- 2010 TB145
- 2010 TC145
- 2010 TE145
- 2010 TF145
- 2010 TQ145
- 2010 TS145
- 2010 TT145
- 2010 TV145
- 2010 TY145
- 2010 TB146
- 2010 TE146
- 2010 TL146
- 2010 TM146
- 2010 TN146
- 2010 TW146
- 2010 TA147
- 2010 TO147
- 2010 TR147
- 2010 TS147
- 2010 TR148
- 2010 TA149
- 2010 TC149
- 2010 TS149
- 2010 TT149
- 2010 TU149
- 2010 TW149
- 2010 TM150
- 2010 TO150
- 2010 TU150
- 2010 TX150
- 2010 TC151
- 2010 TJ151
- 2010 TK151
- 2010 TM151
- 2010 TN151
- 2010 TO151
- 2010 TP151
- 2010 TQ151
- 2010 TR151
- 2010 TV151
- 2010 TW151
- 2010 TY151
- 2010 TZ151
- 2010 TA152
- 2010 TC152
- 2010 TE152
- 2010 TG152
- 2010 TH152
- 2010 TJ152
- 2010 TK152
- 2010 TL152
- 2010 TM152
- 2010 TR152
- 2010 TS152
- 2010 TV152
- 2010 TA153
- 2010 TC153
- 2010 TF153
- 2010 TL153
- 2010 TW153
- 2010 TB154
- 2010 TF154
- 2010 TN154
- 2010 TQ154
- 2010 TT154
- 2010 TZ154
- 2010 TA155
- 2010 TB155
- 2010 TD155
- 2010 TG155
- 2010 TH155
- 2010 TJ155
- 2010 TL155
- 2010 TO155
- 2010 TP155
- 2010 TQ155
- 2010 TV155
- 2010 TY155
- 2010 TC156
- 2010 TD156
- 2010 TE156
- 2010 TH156
- 2010 TK156
- 2010 TW156
- 2010 TH157
- 2010 TM157
- 2010 TO157
- 2010 TQ157
- 2010 TT157
- 2010 TU157
- 2010 TV157
- 2010 TX157
- 2010 TY157
- 2010 TB158
- 2010 TC158
- 2010 TD158
- 2010 TF158
- 2010 TK158
- 2010 TW158
- 2010 TZ158
- 2010 TE159
- 2010 TG159
- 2010 TL159
- 2010 TO159
- 2010 TQ159
- 2010 TS159
- 2010 TW159
- 2010 TY159
- 2010 TZ159
- 2010 TA160
- 2010 TL160
- 2010 TR160
- 2010 TU160
- 2010 TV160
- 2010 TW160
- 2010 TX160
- 2010 TH161
- 2010 TJ161
- 2010 TM161
- 2010 TP161
- 2010 TY161
- 2010 TA162
- 2010 TK162
- 2010 TV162
- 2010 TE163
- 2010 TJ163
- 2010 TU163
- 2010 TH164
- 2010 TJ164
- 2010 TM164
- 2010 TR164
- 2010 TT164
- 2010 TW164
- 2010 TY164
- 2010 TZ164
- 2010 TA165
- 2010 TV165
- 2010 TW165
- 2010 TX165
- 2010 TY165
- 2010 TK166
- 2010 TW166
- 2010 TJ167
- 2010 TK167
- 2010 TL167
- 2010 TN167
- 2010 TU167
- 2010 TV167
- 2010 TC168
- 2010 TH168
- 2010 TX168
- 2010 TB169
- 2010 TT169
- 2010 TK170
- 2010 TN171
- 2010 TK172
- 2010 TM172
- 2010 TV172
- 2010 TL173
- 2010 TZ173
- 2010 TF174
- 2010 TG174
- 2010 TS174
- 2010 TT174
- 2010 TX174
- 2010 TE175
- 2010 TU175
- 2010 TK176
- 2010 TP177
- 2010 TW177
- 2010 TA178
- 2010 TB178
- 2010 TE178
- 2010 TM178
- 2010 TQ178
- 2010 TW178
- 2010 TC179
- 2010 TE179
- 2010 TM179
- 2010 TN179
- 2010 TD180
- 2010 TF180
- 2010 TG180
- 2010 TO180
- 2010 TS180
- 2010 TU180
- 2010 TV180
- 2010 TW180
- 2010 TD181
- 2010 TF181
- 2010 TG181
- 2010 TJ181
- 2010 TM181
- 2010 TO181
- 2010 TV181
- 2010 TE182
- 2010 TJ182
- 2010 TL182
- 2010 TN182
- 2010 TP182
- 2010 TU182
- 2010 TY182
- 2010 TH183
- 2010 TM183
- 2010 TQ183
- 2010 TR183
- 2010 TT183
- 2010 TW183
- 2010 TY183
- 2010 TN184
- 2010 TX184
- 2010 TA185
- 2010 TB185
- 2010 TE185
- 2010 TJ185
- 2010 TL185
- 2010 TQ185
- 2010 TW185
- 2010 TB186
- 2010 TR186
- 2010 TS186
- 2010 TY186
- 2010 TB187
- 2010 TC187
- 2010 TG187
- 2010 TJ187
- 2010 TK187
- 2010 TO187
- 2010 TD188
- 2010 TF188
- 2010 TM188
- 2010 TA189
- 2010 TK189
- 2010 TX189
- 2010 TY190
- 2010 TF191
- 2010 TT191
- 2010 TV191
- 2010 TA192
- 2010 TD192
- 2010 TE192
- 2010 TF192
- 2010 TG192
- 2010 TK192
- 2010 TQ192
- 2010 TZ192
- 2010 TB193
- 2010 TE193
- 2010 TJ193
- 2010 TF194
- 2010 TH194
- 2010 TK194
- 2010 TT194
- 2010 TD195
- 2010 TO195
- 2010 TQ195
- 2010 TS195
- 2010 TA197
- 2010 TQ197
- 2010 TS197
- 2010 TA198
- 2010 TB198
- 2010 TD198
- 2010 TE198
- 2010 TJ198
- 2010 TL198
- 2010 TR198
- 2010 TS198
- 2010 TT198
- 2010 TW198
- 2010 TA199
- 2010 TD199
- 2010 TH199
- 2010 TL199
- 2010 TM199
- 2010 TP199
- 2010 TR199
- 2010 TT199
- 2010 TV199
- 2010 TW199
- 2010 TX199
- 2010 TA200
- 2010 TE200
- 2010 TH200
- 2010 TJ200
- 2010 TK200
- 2010 TM200
- 2010 TN200
- 2010 TO200
- 2010 TQ200
- 2010 TR200
- 2010 TS200
- 2010 TV200
- 2010 TW200
- 2010 TX200
- 2010 TZ200
- 2010 TA201
- 2010 TD201
- 2010 TE201
- 2010 TG201
- 2010 TH201
- 2010 TJ201
- 2010 TK201
- 2010 TL201
- 2010 TP201
- 2010 TQ201
- 2010 TS201
- 2010 TT201
- 2010 TU201
- 2010 TW201
- 2010 TZ201
- 2010 TB202
- 2010 TE202
- 2010 TF202
- 2010 TG202
- 2010 TH202
- 2010 TJ202
- 2010 TK202
- 2010 TL202
- 2010 TM202
- 2010 TN202
- 2010 TO202
- 2010 TP202
- 2010 TQ202
- 2010 TS202
- 2010 TT202
- 2010 TU202
- 2010 TV202
- 2010 TW202
- 2010 TX202
- 2010 TY202
- 2010 TZ202
- 2010 TA203
- 2010 TB203
- 2010 TN203
- 2010 TQ203
- 2010 TW203
- 2010 TD204
- 2010 TG204
- 2010 TM204
- 2010 TN204
- 2010 TQ204
- 2010 TS204
- 2010 TW204
- 2010 TA205
- 2010 TD205
- 2010 TE205
- 2010 TF205
- 2010 TG205
- 2010 TM205
- 2010 TN205
- 2010 TO205
- 2010 TS205
- 2010 TU205
- 2010 TW205
- 2010 TX205
- 2010 TZ205
- 2010 TA206
- 2010 TB206
- 2010 TE206
- 2010 TF206
- 2010 TG206
- 2010 TH206
- 2010 TJ206
- 2010 TK206
- 2010 TN206
- 2010 TO206
- 2010 TQ206
- 2010 TR206
- 2010 TS206
- 2010 TT206
- 2010 TU206
- 2010 TX206
- 2010 TY206
- 2010 TZ206
- 2010 TA207
- 2010 TC207
- 2010 TM207
- 2010 TQ207
- 2010 TV207
- 2010 TZ207
- 2010 TA208
- 2010 TB208
- 2010 TC208
- 2010 TE208
- 2010 TF208
- 2010 TG208
- 2010 TJ208
- 2010 TK208
- 2010 TL208
- 2010 TM208
- 2010 TQ208
- 2010 TS208
- 2010 TT208
- 2010 TU208
- 2010 TY208
- 2010 TZ208
- 2010 TB209
- 2010 TC209
- 2010 TD209
- 2010 TE209
- 2010 TF209
- 2010 TG209
- 2010 TH209
- 2010 TJ209
- 2010 TK209
- 2010 TL209
- 2010 TM209
- 2010 TR209
- 2010 TZ209
- 2010 TA210
- 2010 TC210
- 2010 TD210
- 2010 TG210
- 2010 TN210
- 2010 TO210
- 2010 TR210
- 2010 TT210
- 2010 TU210
- 2010 TV210
- 2010 TW210
- 2010 TX210
- 2010 TY210
- 2010 TZ210
- 2010 TA211
- 2010 TB211
- 2010 TC211
- 2010 TD211
- 2010 TE211
- 2010 TF211
- 2010 TK211
- 2010 TR211
- 2010 TS211
- 2010 TT211
- 2010 TU211
- 2010 TV211
- 2010 TY211
- 2010 TA212
- 2010 TB212
- 2010 TC212
- 2010 TD212
- 2010 TE212
- 2010 TF212
- 2010 TR212
- 2010 TW212
- 2010 TZ212
- 2010 TE213
- 2010 TF213
- 2010 TH213
- 2010 TK213
- 2010 TN213
- 2010 TR213
- 2010 TS213
- 2010 TT213
- 2010 TU213
- 2010 TW213
- 2010 TY213
- 2010 TC214
- 2010 TO214
- 2010 TQ214
- 2010 TR214
- 2010 TS214
- 2010 TU214
- 2010 TV214
- 2010 TA215
- 2010 TD215
- 2010 TE215
- 2010 TK215
- 2010 TT215
- 2010 TW215
- 2010 TA216
- 2010 TB216
- 2010 TC216
- 2010 TD216
- 2010 TE216
- 2010 TF216
- 2010 TG216
- 2010 TH216
- 2010 TJ216
- 2010 TL216
- 2010 TM216
- 2010 TN216
- 2010 TO216
- 2010 TP216
- 2010 TQ216
- 2010 TR216
- 2010 TS216
- 2010 TT216
- 2010 TU216
- 2010 TV216
- 2010 TW216
- 2010 TX216
- 2010 TY216
- 2010 TZ216
- 2010 TA217
- 2010 TB217
- 2010 TD217
- 2010 TE217
- 2010 TM217
- 2010 TN217
- 2010 TO217
- 2010 TP217
- 2010 TR217
- 2010 TV217
- 2010 TX217
- 2010 TY217
- 2010 TZ217
- 2010 TA218
- 2010 TF218
- 2010 TG218
- 2010 TJ218
- 2010 TK218
- 2010 TN218
- 2010 TO218
- 2010 TP218
- 2010 TR218
- 2010 TT218
- 2010 TU218
- 2010 TV218
- 2010 TW218
- 2010 TX218
- 2010 TY218
- 2010 TB219
- 2010 TD219
- 2010 TE219
- 2010 TF219
- 2010 TH219
- 2010 TJ219
- 2010 TK219
- 2010 TL219
- 2010 TM219
- 2010 TN219
- 2010 TP219
- 2010 TR219
- 2010 TT219
- 2010 TU219
- 2010 TV219
- 2010 TW219
- 2010 TX219
- 2010 TY219
- 2010 TZ219
- 2010 TA220
- 2010 TB220
- 2010 TC220
- 2010 TE220
- 2010 TH220
- 2010 TL220
- 2010 TM220
- 2010 TO220
- 2010 TP220
- 2010 TQ220
- 2010 TS220
- 2010 TX220
- 2010 TH221
- 2010 TJ221
- 2010 TK221
- 2010 TL221
- 2010 TM221
- 2010 TN221
- 2010 TR221
- 2010 TT221
- 2010 TU221
- 2010 TZ221
- 2010 TA222
- 2010 TB222
- 2010 TD222
- 2010 TE222
- 2010 TF222
- 2010 TG222
- 2010 TH222
- 2010 TJ222
- 2010 TL222
- 2010 TM222
- 2010 TN222
- 2010 TO222
- 2010 TR222
- 2010 TS222
- 2010 TU222
- 2010 TW222
- 2010 TX222
- 2010 TY222
- 2010 TA223
- 2010 TC223
- 2010 TD223
- 2010 TH223
- 2010 TJ223
- 2010 TL223
- 2010 TM223
- 2010 TN223
- 2010 TO223
- 2010 TP223
- 2010 TQ223
- 2010 TY223
- 2010 TZ223
- 2010 TA224
- 2010 TC224
- 2010 TD224
- 2010 TE224
- 2010 TF224
- 2010 TG224
- 2010 TH224
- 2010 TR224
- 2010 TS224
- 2010 TU224
- 2010 TX224
- 2010 TY224
- 2010 TZ224
- 2010 TA225
- 2010 TC225
- 2010 TG225
- 2010 TH225
- 2010 TJ225
- 2010 TK225
- 2010 TL225
- 2010 TM225
- 2010 TN225
- 2010 TO225
- 2010 TQ225
- 2010 TS225
- 2010 TL226
- 2010 TN226
- 2010 TP226
- 2010 TX226
- 2010 TY226
- 2010 TC227
- 2010 TD227
- 2010 TE227
- 2010 TF227
- 2010 TJ227
- 2010 TK227
- 2010 TL227
- 2010 TM227
- 2010 TN227
- 2010 TO227
- 2010 TS227
- 2010 TT227
- 2010 TV227
- 2010 TX227
- 2010 TY227
- 2010 TZ227
- 2010 TA228
- 2010 TB228
- 2010 TD228
- 2010 TE228
- 2010 TG228
- 2010 TH228
- 2010 TK228
- 2010 TL228
- 2010 TM228
- 2010 TN228
- 2010 TO228
- 2010 TP228
- 2010 TR228
- 2010 TS228
- 2010 TT228
- 2010 TU228
- 2010 TX228
- 2010 TE229
- 2010 TF229
- 2010 TG229
- 2010 TH229
- 2010 TJ229
- 2010 TL229
- 2010 TM229
- 2010 TN229
- 2010 TO229
- 2010 TQ229
- 2010 TR229
- 2010 TS229
- 2010 TT229
- 2010 TV229
- 2010 TW229
- 2010 TX229
- 2010 TZ229
- 2010 TA230
- 2010 TC230
- 2010 TD230
- 2010 TE230
- 2010 TF230
- 2010 TG230
- 2010 TH230
- 2010 TJ230
- 2010 TK230
- 2010 TL230
- 2010 TM230
- 2010 TN230
- 2010 TP230
- 2010 TQ230
- 2010 TS230
- 2010 TT230
- 2010 TU230
- 2010 TX230
- 2010 TY230
- 2010 TZ230
- 2010 TA231
- 2010 TB231
- 2010 TC231
- 2010 TD231
- 2010 TF231
- 2010 TH231
- 2010 TJ231
- 2010 TL231
- 2010 TM231
- 2010 TN231
- 2010 TO231
- 2010 TP231
- 2010 TQ231
- 2010 TR231
- 2010 TT231
- 2010 TU231
- 2010 TW231
- 2010 TA232
- 2010 TC232
- 2010 TE232
- 2010 TG232
- 2010 TH232
- 2010 TK232
- 2010 TL232
- 2010 TM232
- 2010 TN232
- 2010 TO232
- 2010 TR232
- 2010 TS232
- 2010 TT232
- 2010 TU232
- 2010 TV232
- 2010 TW232
- 2010 TX232
- 2010 TY232
- 2010 TZ232
- 2010 TA233
- 2010 TB233
- 2010 TC233
- 2010 TD233
- 2010 TE233
- 2010 TF233
- 2010 TG233
- 2010 TH233
- 2010 TJ233
- 2010 TK233
- 2010 TO233
- 2010 TP233
- 2010 TR233
- 2010 TS233
- 2010 TU233
- 2010 TV233
- 2010 TW233
- 2010 TX233
- 2010 TY233
- 2010 TZ233
- 2010 TC234
- 2010 TD234
- 2010 TE234
- 2010 TG234
- 2010 TH234
- 2010 TL234
- 2010 TM234
- 2010 TN234
- 2010 TO234
- 2010 TP234
- 2010 TQ234
- 2010 TR234
- 2010 TS234
- 2010 TT234
- 2010 TV234
- 2010 TW234
- 2010 TX234
- 2010 TY234
- 2010 TZ234
- 2010 TA235
- 2010 TC235
- 2010 TE235
- 2010 TF235
- 2010 TG235
- 2010 TJ235
- 2010 TK235
- 2010 TL235
- 2010 TM235
- 2010 TN235
- 2010 TO235
- 2010 TP235
- 2010 TS235
- 2010 TT235
- 2010 TU235
- 2010 TV235
- 2010 TW235
- 2010 TX235
- 2010 TY235
- 2010 TZ235
- 2010 TD236
- 2010 TE236
- 2010 TF236
- 2010 TG236
- 2010 TJ236
- 2010 TK236
- 2010 TL236
- 2010 TN236
- 2010 TO236
- 2010 TP236
- 2010 TQ236
- 2010 TR236
- 2010 TT236
- 2010 TU236
- 2010 TV236
- 2010 TW236
- 2010 TY236
- 2010 TZ236
- 2010 TA237
- 2010 TB237
- 2010 TC237
- 2010 TD237
- 2010 TE237
- 2010 TF237
- 2010 TG237
- 2010 TH237
- 2010 TJ237
- 2010 TK237
- 2010 TL237
- 2010 TM237
- 2010 TN237
- 2010 TO237
- 2010 TP237
- 2010 TS237
- 2010 TT237
- 2010 TU237
- 2010 TW237
- 2010 TY237
- 2010 TA238
- 2010 TB238
- 2010 TC238
- 2010 TD238
- 2010 TE238
- 2010 TG238
- 2010 TH238
- 2010 TJ238
- 2010 TK238
- 2010 TL238
- 2010 TM238
- 2010 TN238
- 2010 TO238
- 2010 TQ238
- 2010 TR238
- 2010 TS238
- 2010 TV238
- 2010 TW238
- 2010 TX238
- 2010 TY238
- 2010 TZ238
- 2010 TA239
- 2010 TB239
- 2010 TC239
- 2010 TD239
- 2010 TF239
- 2010 TG239
- 2010 TH239
- 2010 TJ239
- 2010 TK239
- 2010 TL239
- 2010 TN239
- 2010 TO239
- 2010 TP239
- 2010 TQ239
- 2010 TR239
- 2010 TS239
- 2010 TT239
- 2010 TU239
- 2010 TV239
- 2010 TW239
- 2010 TX239
- 2010 TY239
- 2010 TZ239
- 2010 TA240
- 2010 TB240
- 2010 TC240
- 2010 TD240
- 2010 TG240
- 2010 TH240
- 2010 TJ240
- 2010 TK240
- 2010 TL240
- 2010 TM240
- 2010 TN240
- 2010 TP240
- 2010 TQ240
- 2010 TR240
- 2010 TS240
- 2010 TT240
- 2010 TU240
- 2010 TV240
- 2010 TW240
- 2010 TX240
- 2010 TY240
- 2010 TZ240
- 2010 TB241
- 2010 TC241
- 2010 TD241
- 2010 TE241
- 2010 TF241
- 2010 TG241
- 2010 TH241
- 2010 TJ241
- 2010 TK241
- 2010 TL241
- 2010 TM241
- 2010 TN241
- 2010 TO241
- 2010 TP241
- 2010 TR241
- 2010 TS241
- 2010 TT241
- 2010 TU241
- 2010 TV241
- 2010 TW241
- 2010 TX241
- 2010 TY241
- 2010 TZ241
- 2010 TA242
- 2010 TB242
- 2010 TC242
- 2010 TD242
- 2010 TE242
- 2010 TF242
- 2010 TG242
- 2010 TH242
- 2010 TJ242
- 2010 TK242
- 2010 TM242
- 2010 TN242
- 2010 TO242
- 2010 TP242
- 2010 TQ242
- 2010 TR242
- 2010 TS242
- 2010 TT242
- 2010 TU242
- 2010 TV242
- 2010 TW242
- 2010 TX242
- 2010 TY242
- 2010 TZ242
- 2010 TA243
- 2010 TB243
- 2010 TC243
- 2010 TD243
- 2010 TE243
- 2010 TF243
- 2010 TG243
- 2010 TH243
- 2010 TJ243
- 2010 TK243
- 2010 TL243
- 2010 TM243
- 2010 TN243
- 2010 TO243
- 2010 TP243

### Du 16 au 31 octobre 2010
- 2010 UB
- 2010 UC
- 2010 UE
- 2010 UG
- 2010 UH
- 2010 UJ
- 2010 UK
- 2010 UL
- 2010 UM
- 2010 UO
- 2010 UP
- 2010 UT
- 2010 UB1
- 2010 UC1
- 2010 UG1
- 2010 UK1
- 2010 UM1
- 2010 UO1
- 2010 UR1
- 2010 UH2
- 2010 UJ2
- 2010 UM2
- 2010 UP2
- 2010 UX2
- 2010 UD3
- 2010 UH3
- 2010 UK3
- 2010 UP3
- 2010 UQ3
- 2010 UG4
- 2010 UK4
- 2010 UO4
- 2010 UQ4
- 2010 UX4
- 2010 UY4
- 2010 UE5
- 2010 UK5
- 2010 UN5
- 2010 UE6
- 2010 UM6
- 2010 UU6
- 2010 UX6
- 2010 UY6
- 2010 UZ6
- 2010 UA7
- 2010 UB7
- 2010 UC7
- 2010 UF7
- 2010 UG7
- 2010 UH7
- 2010 UJ7
- 2010 UL7
- 2010 UM7
- 2010 UO7
- 2010 UP7
- 2010 UQ7
- 2010 UR7
- 2010 US7
- 2010 UV7
- 2010 UW7
- 2010 UX7
- 2010 UY7
- 2010 UZ7
- 2010 UB8
- 2010 UC8
- 2010 UD8
- 2010 UE8
- 2010 UF8
- 2010 UK8
- 2010 UL8
- 2010 UB9
- 2010 UG9
- 2010 UH9
- 2010 UC10
- 2010 UF10
- 2010 UK10
- 2010 UM10
- 2010 UN10
- 2010 UO10
- 2010 UG11
- 2010 UE12
- 2010 UL12
- 2010 UJ13
- 2010 UR13
- 2010 UV13
- 2010 UW13
- 2010 UC14
- 2010 UD14
- 2010 UG14
- 2010 UO15
- 2010 UX15
- 2010 UZ15
- 2010 UW16
- 2010 UX16
- 2010 UY16
- 2010 UB17
- 2010 UE17
- 2010 UO17
- 2010 UV17
- 2010 UK18
- 2010 UN18
- 2010 UZ18
- 2010 UA19
- 2010 UB19
- 2010 UD19
- 2010 UG19
- 2010 UJ19
- 2010 UM19
- 2010 UQ19
- 2010 UU19
- 2010 UV19
- 2010 UX19
- 2010 UE20
- 2010 UR20
- 2010 UV20
- 2010 UB21
- 2010 UC21
- 2010 UH21
- 2010 UO21
- 2010 UE22
- 2010 UK22
- 2010 UP22
- 2010 UB23
- 2010 UJ23
- 2010 UM23
- 2010 UN23
- 2010 UX23
- 2010 UZ23
- 2010 UC24
- 2010 UF24
- 2010 UG24
- 2010 UM24
- 2010 UO24
- 2010 UP24
- 2010 UV25
- 2010 UT26
- 2010 UW26
- 2010 UB27
- 2010 UB28
- 2010 UU28
- 2010 UH29
- 2010 UO29
- 2010 UV29
- 2010 UY29
- 2010 UB30
- 2010 UF30
- 2010 UY30
- 2010 UD31
- 2010 UJ31
- 2010 UO31
- 2010 UC32
- 2010 UO32
- 2010 US32
- 2010 UU32
- 2010 UA33
- 2010 UD33
- 2010 UP33
- 2010 UR33
- 2010 UT33
- 2010 UV33
- 2010 UB34
- 2010 UE34
- 2010 UM34
- 2010 UO34
- 2010 UA35
- 2010 UJ35
- 2010 UL35
- 2010 UM35
- 2010 UN35
- 2010 UR35
- 2010 UT35
- 2010 UZ35
- 2010 UZ36
- 2010 UQ37
- 2010 UV37
- 2010 UA38
- 2010 UD38
- 2010 UE38
- 2010 UG38
- 2010 UL38
- 2010 UN38
- 2010 UR38
- 2010 UU38
- 2010 UV38
- 2010 UY38
- 2010 UA39
- 2010 UC39
- 2010 UG39
- 2010 UK39
- 2010 UQ39
- 2010 UC40
- 2010 UG40
- 2010 UH40
- 2010 UN40
- 2010 UR40
- 2010 US40
- 2010 UF41
- 2010 UY41
- 2010 UA42
- 2010 UD42
- 2010 UL42
- 2010 UM42
- 2010 UO42
- 2010 UR42
- 2010 UD43
- 2010 UE43
- 2010 UF43
- 2010 UK43
- 2010 UL43
- 2010 UV43
- 2010 UW43
- 2010 UY43
- 2010 UB44
- 2010 UC44
- 2010 UF44
- 2010 UL44
- 2010 US44
- 2010 UH45
- 2010 UL45
- 2010 UN45
- 2010 UO45
- 2010 UT45
- 2010 UW45
- 2010 UL46
- 2010 UU46
- 2010 UV46
- 2010 UY46
- 2010 UB47
- 2010 UG47
- 2010 UM47
- 2010 UP47
- 2010 UT47
- 2010 UV47
- 2010 UW47
- 2010 UX47
- 2010 UF48
- 2010 UG48
- 2010 UJ48
- 2010 UL48
- 2010 UM48
- 2010 UO48
- 2010 UQ48
- 2010 US48
- 2010 UV48
- 2010 UW48
- 2010 UY48
- 2010 UE49
- 2010 UH49
- 2010 UR49
- 2010 US49
- 2010 UW49
- 2010 UC50
- 2010 UN50
- 2010 UP50
- 2010 UU50
- 2010 UA51
- 2010 UB51
- 2010 UE51
- 2010 UG51
- 2010 UJ52
- 2010 UQ52
- 2010 UR52
- 2010 UB53
- 2010 UR53
- 2010 UO54
- 2010 UP54
- 2010 UU54
- 2010 UV55
- 2010 UW55
- 2010 UB57
- 2010 UT57
- 2010 UN58
- 2010 UR58
- 2010 UA59
- 2010 UA60
- 2010 UN60
- 2010 UP60
- 2010 UQ60
- 2010 UR60
- 2010 UU60
- 2010 UY60
- 2010 UE61
- 2010 UF61
- 2010 UG61
- 2010 UL61
- 2010 UN61
- 2010 UO61
- 2010 UZ61
- 2010 UA62
- 2010 UB64
- 2010 UL64
- 2010 UM64
- 2010 UT64
- 2010 UU64
- 2010 UZ64
- 2010 UA65
- 2010 UD65
- 2010 UN65
- 2010 UP65
- 2010 UX65
- 2010 UA66
- 2010 UB66
- 2010 UH66
- 2010 UD67
- 2010 UG67
- 2010 UO67
- 2010 UT67
- 2010 UU67
- 2010 UC68
- 2010 UJ68
- 2010 UK68
- 2010 UP68
- 2010 UQ68
- 2010 UR68
- 2010 US68
- 2010 UT68
- 2010 UX68
- 2010 UE69
- 2010 UG69
- 2010 UM69
- 2010 UD70
- 2010 UG70
- 2010 UV70
- 2010 UW70
- 2010 UG71
- 2010 UH71
- 2010 UT71
- 2010 UC72
- 2010 UF72
- 2010 US72
- 2010 UW73
- 2010 UX73
- 2010 UZ73
- 2010 UE74
- 2010 UG74
- 2010 US74
- 2010 UW74
- 2010 UD75
- 2010 UE75
- 2010 UK75
- 2010 UO75
- 2010 UR75
- 2010 UT75
- 2010 UX75
- 2010 UQ76
- 2010 UN77
- 2010 UA78
- 2010 UJ78
- 2010 UL78
- 2010 UO78
- 2010 UP78
- 2010 UZ78
- 2010 UA79
- 2010 UO79
- 2010 UR79
- 2010 US79
- 2010 UX79
- 2010 UF80
- 2010 UH80
- 2010 UK80
- 2010 UL80
- 2010 UQ80
- 2010 UR80
- 2010 UH81
- 2010 UM81
- 2010 UP81
- 2010 UV81
- 2010 UA82
- 2010 UC82
- 2010 UU82
- 2010 UE83
- 2010 UG84
- 2010 UM84
- 2010 UV84
- 2010 UC85
- 2010 UF85
- 2010 UH85
- 2010 UK85
- 2010 UO85
- 2010 US85
- 2010 UW85
- 2010 UD86
- 2010 UG86
- 2010 UV86
- 2010 UX86
- 2010 UY86
- 2010 UZ86
- 2010 UB87
- 2010 UC87
- 2010 UD87
- 2010 UE87
- 2010 UM87
- 2010 UO87
- 2010 US87
- 2010 UQ88
- 2010 UT88
- 2010 UB89
- 2010 UC89
- 2010 UD89
- 2010 UE89
- 2010 UF89
- 2010 UJ89
- 2010 UO89
- 2010 UQ89
- 2010 US89
- 2010 UU89
- 2010 UW89
- 2010 UC90
- 2010 UN90
- 2010 UO90
- 2010 UV90
- 2010 UD91
- 2010 UX91
- 2010 UB92
- 2010 UG92
- 2010 UH92
- 2010 UJ93
- 2010 UL93
- 2010 UV93
- 2010 UG94
- 2010 UH94
- 2010 UN94
- 2010 UX95
- 2010 UL96
- 2010 UR96
- 2010 UZ96
- 2010 UE97
- 2010 UR97
- 2010 UE98
- 2010 UF98
- 2010 UT98
- 2010 UU98
- 2010 UE99
- 2010 UQ99
- 2010 US99
- 2010 UX99
- 2010 UF100
- 2010 UM100
- 2010 UP100
- 2010 UX100
- 2010 UT101
- 2010 UK102
- 2010 UN102
- 2010 UO102
- 2010 US102
- 2010 UT102
- 2010 UV102
- 2010 UD103
- 2010 UE103
- 2010 UG103
- 2010 UH103
- 2010 UL103
- 2010 UM103
- 2010 UQ103
- 2010 UR103
- 2010 US103
- 2010 UV103
- 2010 UW103
- 2010 UX103
- 2010 UB104
- 2010 UD104
- 2010 US104
- 2010 UX104
- 2010 UY104
- 2010 UM105
- 2010 UP105
- 2010 UQ105
- 2010 US105
- 2010 UU105
- 2010 UW105
- 2010 UF106
- 2010 UQ107
- 2010 UV107
- 2010 UW107
- 2010 UZ107
- 2010 UM108
- 2010 UZ108
- 2010 UC109
- 2010 UE109
- 2010 UH109
- 2010 UK109
- 2010 US109
- 2010 UG110
- 2010 UM110
- 2010 UK111
- 2010 UR111
- 2010 UE112
- 2010 UF112
- 2010 UJ112
- 2010 UK112
- 2010 UN112
- 2010 UQ112
- 2010 US112
- 2010 UU112
- 2010 UW112
- 2010 UB113
- 2010 UC113
- 2010 UK113
- 2010 UM113
- 2010 UO113
- 2010 UQ113
- 2010 US113
- 2010 UV113
- 2010 UW113
- 2010 UY113
- 2010 UZ113
- 2010 UA114
- 2010 UB114
- 2010 UC114
- 2010 UD114
- 2010 UE114
- 2010 UJ114
- 2010 UK114
- 2010 UL114
- 2010 UM114
- 2010 UN114
- 2010 UO114
- 2010 UP114
- 2010 UQ114
- 2010 UR114
- 2010 US114
- 2010 UT114
- 2010 UU114
- 2010 UV114
- 2010 UW114
- 2010 UX114
- 2010 UY114
- 2010 UZ114
- 2010 UA115
- 2010 UB115
- 2010 UC115
- 2010 UH115
- 2010 UJ115
- 2010 UN115
- 2010 US115
- 2010 UU115
- 2010 UV115
- 2010 UY115
- 2010 UB116
- 2010 UE116
- 2010 UH116
- 2010 UJ116
- 2010 UM116
- 2010 UO116
- 2010 UP116
- 2010 UQ116
- 2010 UR116
- 2010 US116
- 2010 UX116
- 2010 UY116
- 2010 UB117
- 2010 UD117
- 2010 UE117
- 2010 UF117
- 2010 UG117
- 2010 UH117
- 2010 UJ117
- 2010 UK117
- 2010 UR117
- 2010 UU117
- 2010 UZ117
- 2010 UG118
- 2010 UJ118
- 2010 UK118
- 2010 UL118
- 2010 UM118
- 2010 UN118
- 2010 UO118
- 2010 UP118
- 2010 UQ118
- 2010 UR118
- 2010 US118
- 2010 UW118
- 2010 UX118
- 2010 UZ118
- 2010 UA119
- 2010 UB119
- 2010 UC119
- 2010 UD119
- 2010 UJ119
- 2010 UK119
- 2010 UO119
- 2010 UP119
- 2010 UQ119
- 2010 UR119
- 2010 UT119
- 2010 UU119
- 2010 UV119
- 2010 UX119
- 2010 UY119
- 2010 UZ119
- 2010 UA120
- 2010 UJ120
- 2010 UK120
- 2010 UM120
- 2010 UO120
- 2010 UP120
- 2010 US120
- 2010 UU120
- 2010 UV120
- 2010 UZ120
- 2010 UB121
- 2010 UD121
- 2010 UE121
- 2010 UF121
- 2010 UJ121
- 2010 UM121
- 2010 UO121
- 2010 UT121
- 2010 UV121
- 2010 UY121
- 2010 UZ121
- 2010 UA122
- 2010 UB122
- 2010 UF122
- 2010 UG122
- 2010 UH122
- 2010 UK122
- 2010 UO122
- 2010 UP122
- 2010 UZ122
- 2010 UB123
- 2010 UC123
- 2010 UD123
- 2010 UF123
- 2010 UG123
- 2010 UH123
- 2010 UK123
- 2010 UL123
- 2010 UM123
- 2010 UN123
- 2010 UO123
- 2010 UP123
- 2010 US123
- 2010 UT123
- 2010 UU123
- 2010 UV123
- 2010 UX123
- 2010 UA124
- 2010 UB124
- 2010 UC124
- 2010 UE124
- 2010 UH124
- 2010 UL124
- 2010 UM124
- 2010 UN124
- 2010 UO124
- 2010 UR124
- 2010 US124
- 2010 UT124
- 2010 UV124
- 2010 UW124
- 2010 UX124
- 2010 UY124
- 2010 UZ124
- 2010 UA125
- 2010 UC125
- 2010 UD125
- 2010 UJ125
- 2010 UK125
- 2010 US125
- 2010 UT125
- 2010 UU125
- 2010 UY125
- 2010 UA126
- 2010 UB126
- 2010 UF126
- 2010 UG126
- 2010 UH126
- 2010 UJ126
- 2010 UK126
- 2010 UL126
- 2010 UM126
- 2010 UN126
- 2010 US126
- 2010 UT126
- 2010 UW126
- 2010 UX126
- 2010 UY126
- 2010 UA127
- 2010 UD127
- 2010 UF127
- 2010 UG127
- 2010 UH127
- 2010 UL127
- 2010 UN127
- 2010 UO127
- 2010 UP127
- 2010 UQ127
- 2010 UR127
- 2010 US127
- 2010 UT127
- 2010 UU127
- 2010 UX127
- 2010 UY127
- 2010 UB128
- 2010 UE128
- 2010 UF128
- 2010 UG128
- 2010 UJ128
- 2010 UK128
- 2010 UL128
- 2010 UM128
- 2010 UN128
- 2010 UR128
- 2010 UV128
- 2010 UW128
- 2010 UX128
- 2010 UZ128
- 2010 UA129
- 2010 UB129
- 2010 UC129
- 2010 UK129
- 2010 UL129
- 2010 UM129
- 2010 UN129
- 2010 UO129
- 2010 UP129
- 2010 UQ129
- 2010 UR129
- 2010 UT129
- 2010 UU129
- 2010 UV129
- 2010 UW129
- 2010 UX129
- 2010 UZ129
- 2010 UA130
- 2010 UC130
- 2010 UD130
- 2010 UF130
- 2010 UG130
- 2010 UJ130
- 2010 UK130
- 2010 UO130
- 2010 UQ130
- 2010 UT130
- 2010 UU130
- 2010 UV130
- 2010 UW130
- 2010 UX130
- 2010 UY130
- 2010 UZ130
- 2010 UA131
- 2010 UC131
- 2010 UE131
- 2010 UF131
- 2010 UG131
- 2010 UH131
- 2010 UJ131
- 2010 UK131
- 2010 UL131
- 2010 UM131
- 2010 UO131
- 2010 UQ131
- 2010 US131
- 2010 UT131
- 2010 UU131
- 2010 UV131
- 2010 UW131
- 2010 UX131
- 2010 UY131
- 2010 UZ131
- 2010 UB132
- 2010 UC132
- 2010 UF132
- 2010 UG132
- 2010 UK132
- 2010 UM132
- 2010 UN132
- 2010 UO132
- 2010 UQ132
- 2010 UR132
- 2010 UT132
- 2010 UU132
- 2010 UV132
- 2010 UX132
- 2010 UY132
- 2010 UZ132
- 2010 UA133
- 2010 UB133
- 2010 UC133
- 2010 UD133
- 2010 UE133
- 2010 UF133
- 2010 UG133
- 2010 UH133
- 2010 UL133
- 2010 UM133
- 2010 UN133
- 2010 UP133
- 2010 UQ133
- 2010 UU133
- 2010 UV133
- 2010 UX133
- 2010 UY133
- 2010 UZ133
- 2010 UA134
- 2010 UB134
- 2010 UC134
- 2010 UD134
- 2010 UE134
- 2010 UF134
- 2010 UG134
- 2010 UH134
- 2010 UK134
- 2010 UL134
- 2010 UM134
- 2010 UN134
- 2010 US134
- 2010 UT134
- 2010 UV134
- 2010 UW134
- 2010 UX134
- 2010 UY134
- 2010 UZ134
- 2010 UA135
- 2010 UB135
- 2010 UC135
- 2010 UD135
- 2010 UE135
- 2010 UF135
- 2010 UL135
- 2010 UM135
- 2010 UN135
- 2010 UO135
- 2010 UP135
- 2010 UR135
- 2010 UU135
- 2010 UV135
- 2010 UB136
- 2010 UC136
- 2010 UD136
- 2010 UE136
- 2010 UF136
- 2010 UG136
- 2010 UH136
- 2010 UJ136
- 2010 UK136
- 2010 UL136
- 2010 UN136
- 2010 UO136
- 2010 UP136
- 2010 UQ136
- 2010 US136
- 2010 UT136
- 2010 UW136
- 2010 UX136
- 2010 UY136
- 2010 UZ136
- 2010 UA137
- 2010 UB137
- 2010 UC137
- 2010 UD137
- 2010 UE137
- 2010 UF137
- 2010 UG137
- 2010 UH137
- 2010 UJ137
- 2010 UK137
- 2010 UL137
- 2010 UM137
- 2010 UN137
- 2010 UO137
- 2010 UP137
- 2010 UQ137
- 2010 UR137
- 2010 US137
- 2010 UT137
- 2010 UU137
- 2010 UV137
- 2010 UW137
- 2010 UX137
- 2010 UY137
- 2010 UZ137
- 2010 UA138
- 2010 UB138
- 2010 UC138
- 2010 UD138
- 2010 UE138
- 2010 UG138
- 2010 UH138
- 2010 UJ138
- 2010 UK138
- 2010 UL138
- 2010 UM138
- 2010 UN138
- 2010 UO138
- 2010 UP138
- 2010 UQ138
- 2010 UR138
- 2010 UT138
- 2010 UU138
- 2010 UV138
- 2010 UW138
- 2010 UX138
- 2010 UY138
- 2010 UZ138
- 2010 UA139
- 2010 UB139
- 2010 UC139
- 2010 UE139
- 2010 UF139
- 2010 UG139